# Charles XII (film, 1925)
Pour les articles homonymes, voir Charles XII.
Pour plus de détails, voir Fiche technique et Distribution.
Charles XII (titre original : Karl XII) est un film suédois réalisé par John W. Brunius, sorti en 1925.
Ce film muet en noir et blanc décrit la vie du roi de Suède Charles XII (Karl XII), dont le règne (1697–1718) marqua à la fois l'apogée et la fin de l'âge d'or de la Suède.
Le film a été un grand succès en Suède et dans le reste de l'Europe avec 1,5 million d'entrées.

## Synopsis

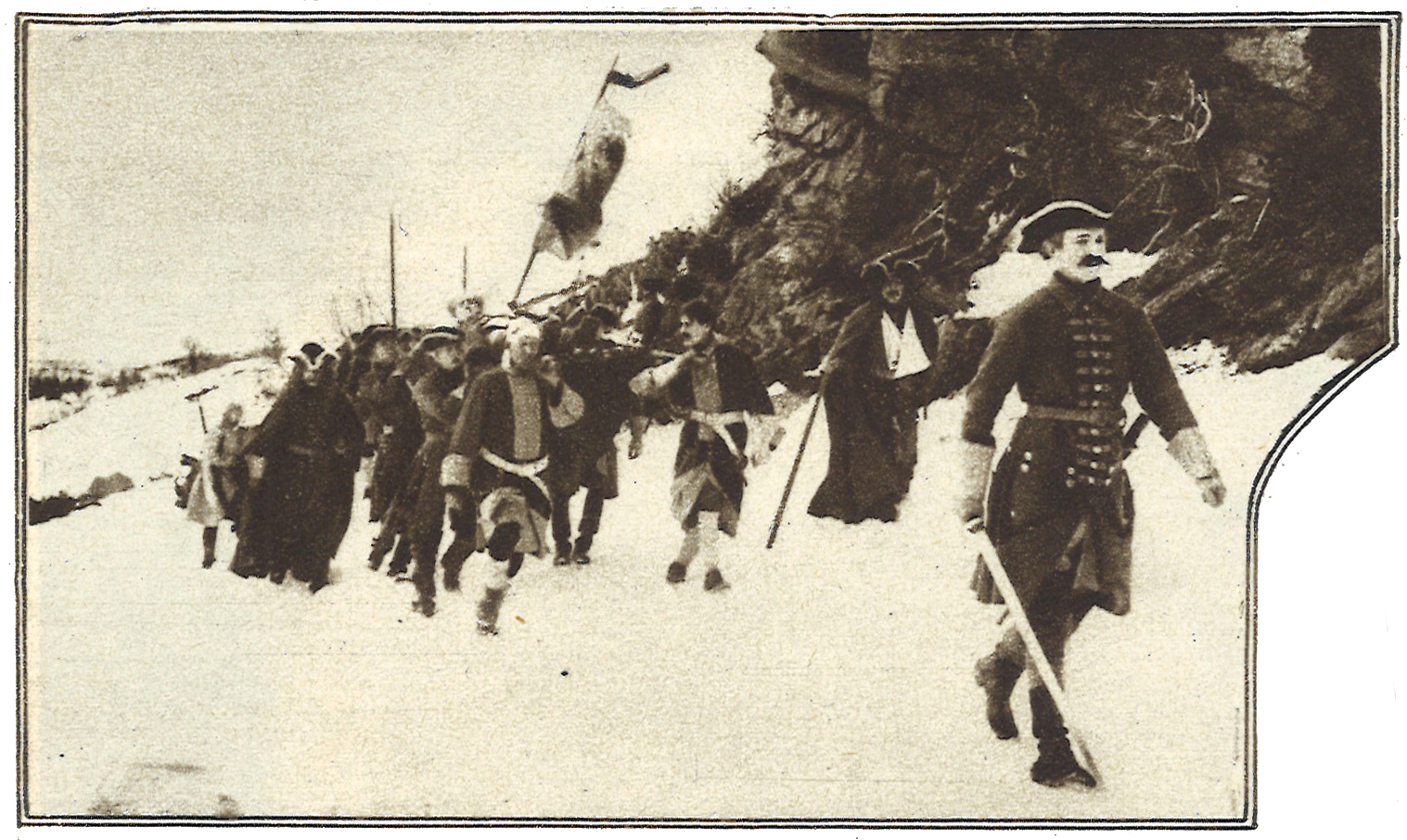
Une scène du film.

La vie de Charles XII roi de Suède, qui a supervisé l'expansion de l'Empire suédois jusqu'à sa défaite à la bataille de Poltava....

## Fiche technique
- Titre original : Karl XII
- Réalisation : John W. Brunius
- Scénario : Hjalmar Bergman
- Directeur de la photographie : Hugo Edlund (sv)
- Directeur artistique : Vilhelm Bryde (sv), Allan Egnell (sv)
- Effets spéciaux : Nils Elffors (sv)
- Musique : Otto Trobäck (sv)
- Société de production : Historisk Film (sv)
- Société de distribution : AB Svenska Biografteaterns Filmbyrå
- Pays de production :  Suède
- Langue : suédois
- Format : Noir et blanc – 1,33:1 – 35 mm – Muet
- Genre : drame historique
- Longueur de pellicule : 3 729 m (11 bobines)
- Durée : 136 minutes
- Année : 1925
- Dates de sortie :
  - Suède : 2 février 1925
  - Finlande : 9 mars 1925
  - États-Unis : 30 mars 1933
- Autres titres connus :
  - Finlande : Kaarle XII
  - États-Unis : Carl XII

## Distribution
- Gösta Ekman : Karl XII
- Bengt Djurberg : Sven Björnberg
- Augusta Lindberg (en) : Kerstin Ulfclou
- Mona Mårtenson : Anna Ulfclou
- Harry Roeck Hansen (en) : Erik Ulfclou
- Axel Lagerberg (sv) : Johan Ulfclou
- Paul Seelig : Bengt Ulfclou
- Ragnar Billberg (sv) : Hans Küsel
- Palle Brunius (sv) : Lill-Lasse Ulfclou
- Pauline Brunius (en) : Aurora von Königsmarck
- Nicolai de Seversky (sv) : tsar Peter I av Ryssland
- Tyra Dörum (sv) : Kajsa
- Einar Fröberg : Fredrik IV av Danmark
- Märtha Lindlöf (sv) : änkedrottning Hedvig Eleonora
- Edit Rolf (sv) : prinsessan Ulrika Eleonora
- Concordia Selander
- Åsa Törnekvist : prinsessan Hedvig Sofia
- Tor Weijden (sv) : August II av Sachsen-Polen
- Einar Axelsson : un soldat sur le bateau